# Clarence Williams III
Clarence Williams III (Nueva York, 21 de agosto de 1939-Los Ángeles, 4 de junio de 2021) fue un actor estadounidense.
Fue nominado al premio Tony y es quizás más conocido por su papel de Linc Hayes en la mítica serie policial hippie The Mod Squad, conocida en Latinoamérica como Patrulla Juvenil, que estuvo en el aire entre 1968 y 1973. Fue actor de teatro, cine y televisión, y ocasional director. Estuvo casado y se divorció de la actriz de cine Gloria Foster (más conocida como «Oráculo» en la película Matrix).

## Primeros años
Nació en la ciudad de Nueva York, Williams es hijo de un músico de gira, y nieto del legendario pianista y compositor de jazz Clarence Williams con su esposa Eva Taylor, cantante de blues. Fue criado por su abuela paterna, y se interesó en la actuación después que en una ocasión ingresara por accidente a un escenario en un teatro por debajo de una sala YMCA en el barrio Harlem.

## Carrera
Después de pasar dos años en la Fuerza Aérea de los Estados Unidos, Williams comenzó una carrera como actor. Apareció por primera vez en Broadway en The long dream (1960), y recibió un Theatre World Award y una nominación al premio Tony por Slow dance on the killing ground (1964).
Continuando con su impresionante trabajo en el escenario, apareció en Walk in darkness (1963), Sarah and the sax (1964), Doubletalk (1964), y King John.
También se desempeñó como artista residente en la Universidad Brandeis en 1966.
El papel que lo lanzó a la fama en todo el país fue como el policía encubierto Linc Hayes en la popular serie televisiva policial contracultural Mod Squad (1968). Junto con sus relativamente desconocidos compañeros Michael Cole y Peggy Lipton, se convirtió en una estrella. Desde que la serie terminó (en 1973), Williams ha trabajado en una variedad de géneros en el escenario y la pantalla, desde la comedia (I’m gonna git you sucka, y Half-Baked) hasta ciencia ficción (Star Trek: Deep Space Nine) y drama (Purple Rain). 
Su envidiable carrera profesional ―que abarca más de cuarenta años― incluye un papel recurrente en la serie de televisión surrealista Twin Peaks (1990), un buen policía en Deep Cover (1992), un alborotador en la miniserie Against the Wall (Contra el muro, 1994), y el padre químicamente dependiente del actor Wesley Snipes en Sugar Hill (1993). Otros papeles en televisión incluyen Hill Street Blues, el clásico canadiense de culto The Littlest Hobo, Miami Vice, The Highwayman, Burn Notice, Todo el mundo odia a Chris, Justified, un papel recurrente como Philby Cross en Mystery Woman y en series del canal Hallmark. 
Se le puede también ver en películas como 52 Pick-Up, Life, The Cool World, Tales from the Hood, Half-Baked, Hoodlum, Frogs for Snakes, Starstruck, The General's Daughter, Reindeer Games, Impostor, The Legend of 1900, Rebound: The Legend of Earl "The Goat" Manigault, y Purple Rain.
También realizó un papel de reparto como un mayordomo afroamericano de George Wallace en la película George Wallace (1997, de TNT), y como Raymond Ellsworth Bumpy Johnson en American Gangster (2007).
Algunos papeles en el cine en que no fue acreditado incluyen Pork Chop Hill (1959) y American Gangster (2007).

## Vida personal
Williams se casó con la actriz Gloria Foster en 1967. Trabajaron juntos en The Mod Squad. Foster hizo dos apariciones especiales. Los dos también estuvieron en una película, The Cool World, en 1964. En 1984 solicitaron el divorcio, pero siguieron siendo amigos. No tuvieron hijos. Williams anunció la muerte de Foster en 2001.

## Muerte
Falleció el 4 de junio de 2021 a los 81 años en Los Ángeles, California, Estados Unidos después de una larga batalla contra un cáncer colorectal.